# Sémites
Pour les langues, voir Langues sémitiques.

Répartition géographique des locuteurs de langues sémitiques au

Sémites est un mot utilisé pour désigner historiquement un groupe de peuples parlant des langues appartenant à la famille sémitique, une branche de la grande famille des langues chamito-sémitiques (ou afro-asiatiques). C’est donc à l’origine un terme linguistique, et non racial ou ethnique.
Le terme est utilisé à l'époque moderne pour désigner des populations descendant de ces peuples antiques, à savoir les Arabes, les Juifs, les Assyriens ou encore les Éthiopiens de langue amharique. 

## Étymologie
Le mot est dérivé du nom d'un personnage biblique, Sem, fils de Noé, dont le prénom signifie « renommée, prospérité ».
Les peuples du Proche-Orient ancien ont été répertoriés par les rédacteurs de la Bible hébraïque, selon leur parenté avec les trois fils de Noé : Sem, Cham et Japhet. La liste de ces peuples figure au chapitre 10 de la Genèse.
Dans le cas de Sem, le texte lui attribue 5 fils et 21 descendants, soit 26 peuples. Parmi les peuples cités, les plus célèbres sont les Araméens, les Assyriens, les Lydiens et les Élamites.
Le patriarche Abraham étant un descendant de Sem, ses descendants, les Ismaélites et les Israélites, sont des « sémites » au sens de la Bible.
La recherche moderne a démontré que tous ces peuples, Akkadiens, Arabes, Assyriens, Araméens, Hébreux, Phéniciens… ont des racines linguistiques proto-sémites communes provenant du Croissant fertile vers -7000 et parlent des langues sémitiques.
Les peuples sémites se sont multipliés jusqu’à occuper toute la péninsule arabique vers 2500 av. J-C. En ce laps de temps, le sémitique a évolué en fonction des zones géographiques où vivaient ses locuteurs, jusqu’à donner plusieurs langues filles, ce sont les langues sémitiques.

## Origines
Le groupe sémitique descend lui-même du groupe humain afro-asiatique originaire d'Ethiopie actuelle qui a migré vers l’Afrique du Nord et le Proche-Orient en longeant le Nil vers 10000 av. J.-C., créant plusieurs familles de langues ayant une origine commune comme les langues berbères, couchitiques, égyptiennes, tchadiques et sémitiques.

## Sens moderne
L'emploi contemporain du terme se limite au domaine de la linguistique, pour désigner un ensemble de langues, les langues sémitiques.
La catégorisation scientifique de ces langues ne recouvre pas celle donnée par la Bible pour les descendants de Sem. Ainsi les langues cananéennes sont des langues sémitiques, alors que les Cananéens ne sont pas des descendants de Sem selon la Bible. À l'inverse, l'élamite n'est pas une langue sémitique.